# Eustromula
Eustromula is een kevergeslacht uit de familie van de boktorren (Cerambycidae). De wetenschappelijke naam van het geslacht werd voor het eerst geldig gepubliceerd in 1906 door Theodore Dru Alison Cockerell.

## Soorten
Eustromula omvat de volgende soorten:
- Eustromula keiferi Linsley, 1934
- Eustromula validum (LeConte, 1858)